# Curt Riess
Curt Riess (ur. 21 czerwca 1902 w Würzburgu, zm. 13 maja 1993 w Scheuren) – niemiecki pisarz i dziennikarz uznawany za jednego z najlepszych znawców okresu nazizmu.

## Życiorys
Urodził się w Bawarii jako Curt Martin Steinam. Studiował w Monachium, Paryżu i Heidelbergu. Jako osoba żydowsko-niemieckiego pochodzenia w 1933 opuścił Niemcy (zob. historia Żydów w Niemczech). W kolejnych latach pracował jako dziennikarz, poruszając się między Paryżem, Londynem, Nowym Jorkiem i Hollywood. W czasie II wojny światowej był korespondentem wojennym przy armii USA oraz specjalistą ds. niemieckich przy US Navy. Relacjonował również procesy norymberskie. Od samego początku swej pracy publicystycznej był przeciwnikiem nazizmu. W 1952 osiadł w Scheuren (kanton Zurych) w Szwajcarii.
Książki pisał w języku angielskim i języku niemieckim. Największą sławę przyniosły mu książki o tropieniu tajnej działalności ruchów podziemnych i wywiadów. Tworzył również powieści oraz sztuki teatralne.

## Książki przetłumaczone na język polski
- Procesy, które poruszyły świat od antyku do XX wieku, Wydawnictwo Jeden Świat, 2006 (ISBN 838-96-32292)
- Naziści schodzą do podziemia, Wydawnictwo Replika, 2015 (ISBN 978-83-76-74475-9), oryg. wydanie 1944